# Каландра, Завиш
Завиш Каландра (чеш. Záviš Kalandra; 10 ноября 1902, Франкштадт-унтер-дем-Радхошт, Австро-Венгрия — 27 июня 1950, Прага, Чехословакия) — чешский историк, писатель, театральный и литературный критик, журналист и теоретик литературы. Выступал под псевдонимами Юрай Покорный, Ян Альберт, Ярослав Битнар, Йозеф Крейчи, Франтишек Когут и др. Творческий марксист и критик сталинизма, стал жертвой одного из показательных процессов 50-х годов в Чехословакии.

## Биография
Родился во Франкштадте-унтер-дем-Радхоште (ныне Френштат-под-Радгоштем, Чехия). Изучал философию и классическую филологию в Карловом университете в Праге, затем в Берлине; темой своей диссертации избрал философию досократика Парменида. В 1923 году вступил в Коммунистическую партию Чехословакии, возглавлял коммунистическую студенческую фракцию и был редактором коммунистической прессы, но был исключён из-за критики политики Сталина, в частности подверг критике Первый московский процесс. В 1936—1939 годах работал в прессе, ориентированной на умеренных коммунистов и социал-демократов.
В ноябре 1939 года был арестован гестапо и всю Вторую мировую войну до 1945 года находился в заключении в концентрационных лагерях. После заключения и допросов в Праге в конце 1939 года был депортирован в концлагерь Заксенхаузен, затем 6 апреля 1940 года — в концлагерь Флоссенбюрг, 18 июля 1942 года — в концлагерь Равенсбрюк (по воспоминаниям Маргареты Бубер-Нейман, там его встретила Милена Есенская). В феврале 1945 г. его снова перевели в Заксенхаузен; последовал марш смерти в Шверин, где 3 мая был освобожден американскими войсками и откуда Каландра пешком отправился обратно в Прагу.
После войны он продолжал сотрудничать в прессе социал-демократической и национально-социалистической партий. В 1947 году в своей книге «Чешское язычество» он поставил под сомнение существование святого Вацлава как реальной исторической личности. В рамках послевоенных репрессий его объявили троцкистом и обвинили в заговоре с целью свержения коммунистического режима. Вместе с Миладой Гораковой, Яном Бухалом и Олдржихом Пецлом был приговорён к смертной казни 8 июня 1950 года.
Приговор был отменён в 1968 году, затем Каландра был полностью реабилитирован в 1990 году, а через год президент Вацлав Гавел посмертно наградил его орденом памяти Т. Г. Масарика I степени.